# Mathilde Johansson
Mathilde Johansson (ur. 28 kwietnia 1985 w Göteborgu) – francuska tenisistka pochodzenia szwedzkiego.

## Kariera tenisowa
Jest tenisistką praworęczną z oburęcznym backhandem. Dotychczasowym największym sukcesem tej tenisistki jest trzecia runda w  French Open 2012. Johansson może również się poszczycić awansowaniem do dwóch finałów turniejów cyklu WTA Tour – w Bogocie i Båstad.
Ponadto na swoim koncie ma czternaście zwycięstw singlowych w zawodach ITF oraz jedno zwycięstwo deblowe w tych samych zawodach.
Ulubioną nawierzchnią tenisistki jest nawierzchnia ceglana.

## Finały turniejów WTA
| Legenda                     | Legenda |
| --------------------------- | ------- |
| Wielki Szlem                |         |
| Igrzyska olimpijskie        |         |
| WTA Tour Championships      |         |
| 2009 – 2020                 |         |
| WTA Premier Mandatory       |         |
| WTA Premier 5               |         |
| WTA Premier                 |         |
| WTA International Series    |         |
| WTA 125K series (2012–2020) |         |

### Gra pojedyncza
| Końcowy wynik | Nr | Data           | Turniej | Nawierzchnia | Przeciwniczka          | Wynik finału  |
| ------------- | -- | -------------- | ------- | ------------ | ---------------------- | ------------- |
| Finalistka    | 1. | 20 lutego 2011 | Bogota  | Ceglana      | Lourdes Domínguez Lino | 6:2, 3:6, 2:6 |
| Finalistka    | 2. | 22 lipca 2012  | Båstad  | Ceglana      | Polona Hercog          | 6:0, 4:6, 5:7 |